# 克里斯·费利克斯
克里斯·费利克斯（英語：Chris Felix，1964年5月27日—），加拿大男子冰球运动员，场上位置是后卫。他曾代表加拿大国家队参加1988年冬季奥林匹克运动会冰球比赛，获得第4名。